# Wilcza (Pilchowice)
Wilcza ist ein polnisches Dorf in der Gmina Pilchowice des Powiat Gliwicki in der Woiwodschaft Schlesien auf halbem Weg von Gliwice nach Rybnik, die beide etwa zwölf Kilometer entfernt sind.
Die Ortschaft wurde im Jahre 1486 erstmals urkundlich erwähnt, bestand aber ursprünglich aus den beiden Dörfern Ober Wilcza und Nieder Wilcza.

## Sehenswürdigkeiten

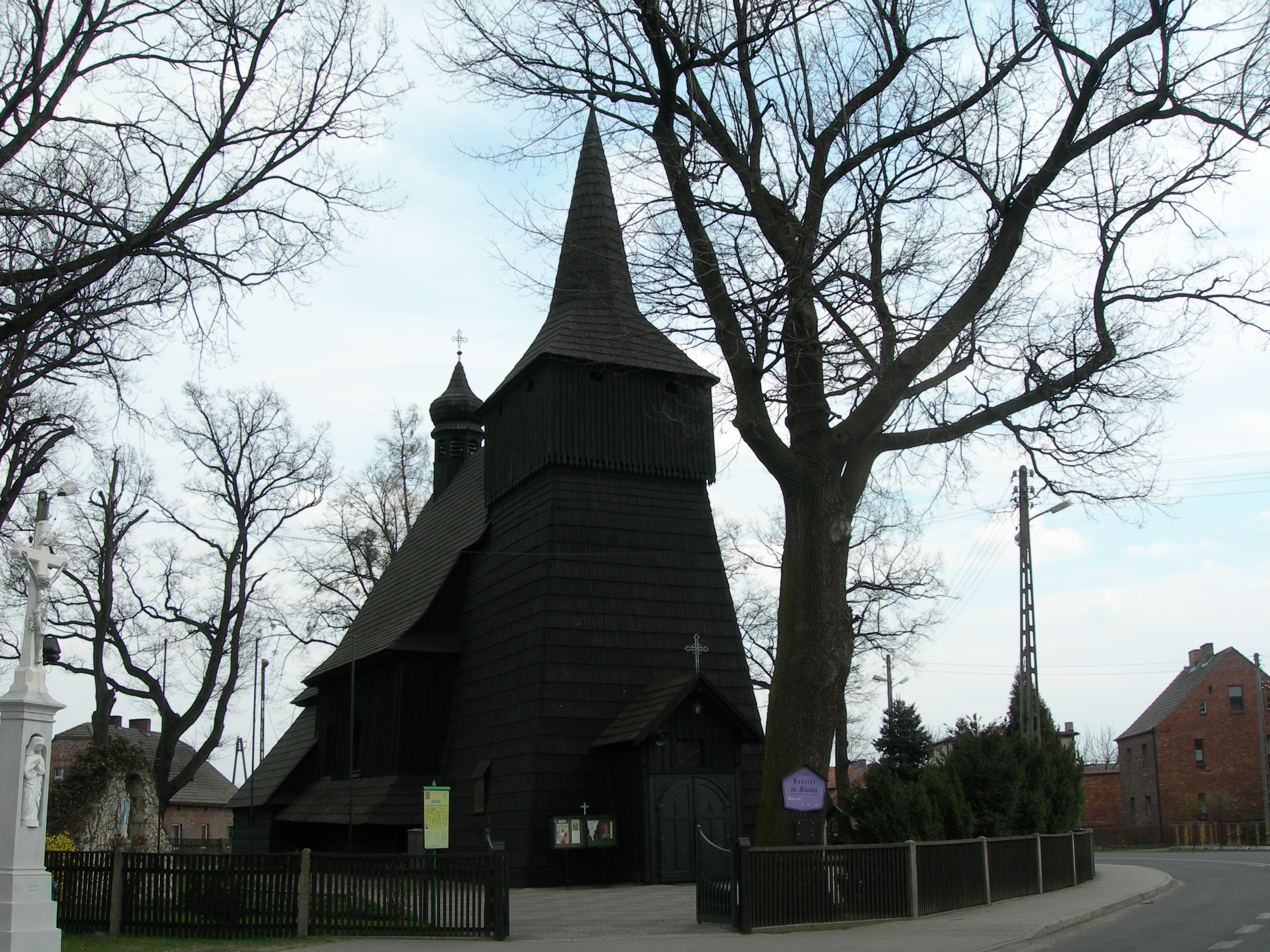
Schrotholzkirche St. Nikolaus

Die Schrotholzkirche St. Nikolaus geht auf einen Vorgängerbau von 1480 zurück. Der heutige Bau wurde in der ersten Hälfte des 18. Jahrhunderts vom Gleiwitzer Zimmermann Jakob Siedlaczek errichtet. Die Außenwände der Schrotholzkirche sind aus Balken aufgebaut und wie das Dach mit Schindeln gedeckt. Außerdem wird das Langhaus von einem Dachreiter mit Zwiebelhaube bekrönt. An der Westseite der Kirche befindet sich der große Frontturm mit Nadelhelm. Im Innenraum befinden sich neben dem Hauptaltar mit einem Altarblatt des Titelheiligen aus dem 17. Jahrhundert noch Orgel und Seitenaltäre des Spätbarock (18. Jahrhundert) sowie das Bild der Gottesmutter von Frydek aus dem Jahre 1709.